# Fratelli Ceirano
La Fratelli Ceirano, poi rinominata G.G. Ceirano, è stata una casa automobilistica, attiva a Torino dal 1901 al 1904.

## Il contesto
Dopo l'esclusione dal novero dei soci FIAT, nel 1899, Giovanni Battista Ceirano accettò l'incarico di responsabile delle vendite, ma lo svolse per un solo anno. Poi rassegnò le dimissioni e decise di tornare a costruire automobili in proprio. 
La nascita della FIAT aveva comportato l'acquisizione della Accomandita Ceirano e l'assorbimento delle maestranze, formate da tecnici del calibro di Vincenzo Lancia e Felice Nazzaro, oltre al progettista Aristide Faccioli.
Insieme ai fratelli Giovanni, Matteo ed Ernesto, fondò la Fratelli Ceirano, sostituendo la consulenza tecnica di Aristide Faccioli con quella del giovane ingegnere torinese Alberto Balloco. Forti dell'esperienza fatta con la costruzione della Welleys, i quattro Ceirano puntarono sull'espansione dei fruitori di "carrozze senza cavalli", anche immaginando un uso promiscuo delle vetture per i trasporto di persone e materiali.

## La storia
Inizialmente realizzarono una vetturella a quattro posti del tipo "wagonette", i cui sedili posteriori, sistemati trasversalmente, lasciavano uno spazio libero interposto che poteva essere utilizzato come piccolo, ma comodo piano di carico. Dati i notevoli investimenti e i lunghi tempi necessari a realizzare un proprio motore, fu scelto di acquistare propulsori all'estero, dalle francesi Aster e De Dion-Bouton. 

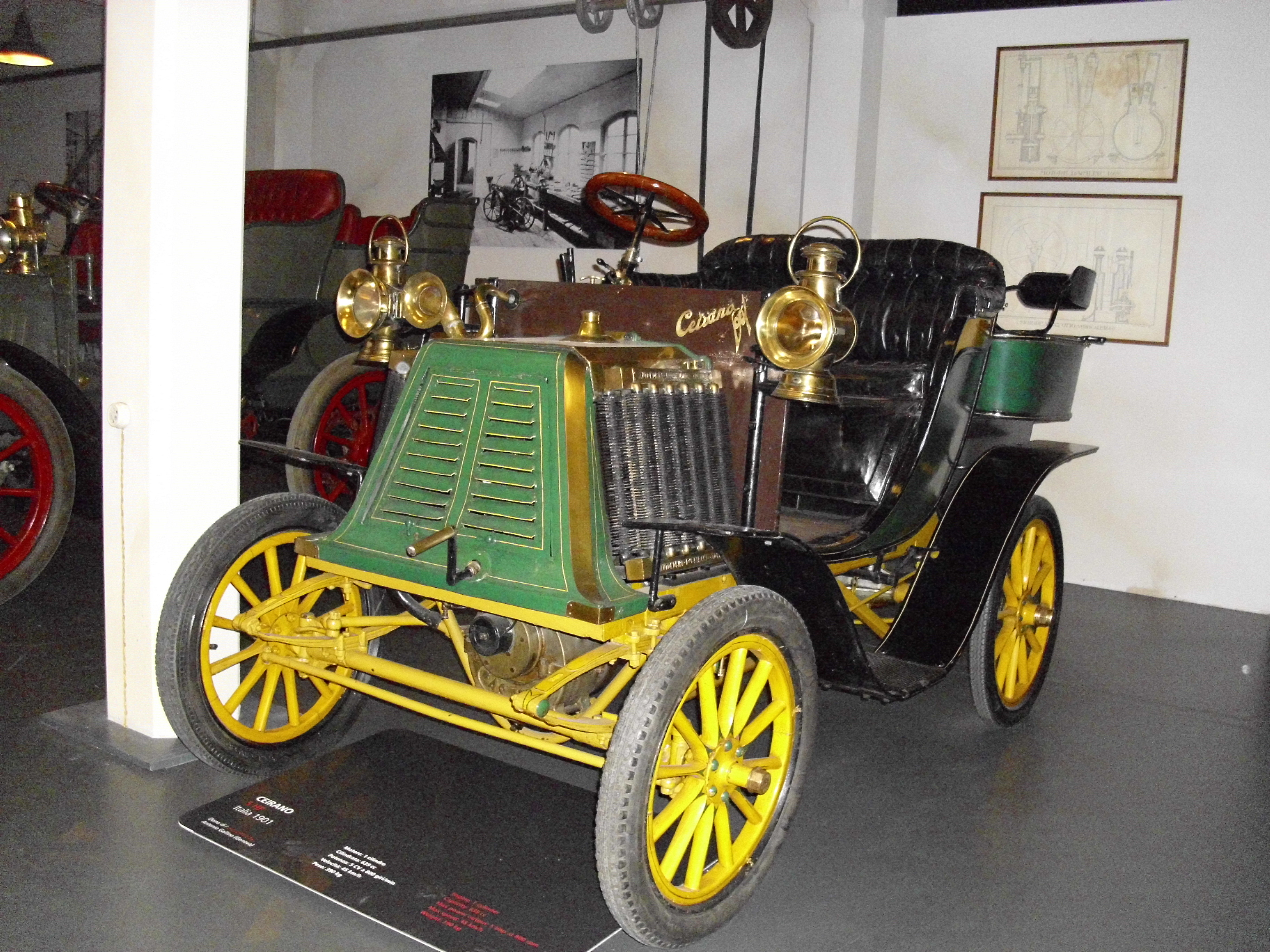
Ceirano 5 HP Wagonette del 1901

Allo scopo di risolvere il problema più importante riscontrato sulla Welleyes, quello del surriscaldamento del motore, i propulsori monocilindrici francesi vennero modificati con un impianto suppletivo di raffreddamento ad acqua che prevedeva due radiatori a termosifone posti lateralmente tra il cruscotto e la calandra. Fu poi montato un sofisticato cambio a train baladeur, con 4 velocità e retromarcia, brevettato e costruito dai Ceirano. Fu così messa in vendita, nella seconda metà del 1901, la Ceirano 5 HP Wagonette, poi divenuta "6 HP" nell'anno successivo.
Pur dotata di soluzioni tecnicamente ardite per l'epoca, la wagonette Ceirano risultò una vettura semplice e robusta che consentiva lunghe percorrenze e richiedeva poca manutenzione.
Non mancarono, naturalmente, gli intoppi, come la celebre causa giudiziaria tra la Fratelli Ceirano e i fratelli Vittorio e Pietro Diatto che, secondo gli storici, spinse poi la Diatto ad entrare nel settore automobilistico. Tuttavia, il generale gradimento della clientela indusse i Ceirano ad approntare alcuni prototipi in versione corsa, per sfruttare il ritorno pubblicitario fornito dalle gare. A bordo di una "9½ HP", il 23 giugno 1902, Matteo Ceirano conquista la vittoria in 3ª categoria nella Sassi-Superga-Torino e, il successivo 27 luglio, vince la Susa-Moncenisio nella categoria vetturette con una "8 HP".
Sull'onda delle vittorie sportive viene approntato il prototipo della "16 HP", una vettura di maggiori dimensioni con carrozzeria tipo double phaeton. La fine della Fratelli Ceirano, però, era già nell'aria da mesi. Infatti la convivenza professionale di questi estrosi e capaci fratelli non poteva durare a lungo, data la carica di individualismo che sempre accompagna il genio.
Nel 1903 l'autorità del primogenito e l'accondiscendenza del giovane Ernesto non bastarono più a contenere le contrastanti idee di conduzione e sviluppo aziendale e la questione si risolse nella messa in liquidazione della ditta, chiudendo il suo ciclo produttivo con un centinaio di vetture costruite; un consistente contributo alla motorizzazione italiana del tempo.

## La G.G. Ceirano
Matteo Ceirano, con un gruppo di finanziatori, fondò la Ceirano Matteo & C. Vetture Marca Itala, mentre Giovanni Battista e Giovanni rinominarono l'azienda G.G. Ceirano che per qualche mese si dedicò a preparare i prototipi della nuova gamma. Tali vetture non giunsero alla produzione in piccola serie, perché le divergenze tecniche tra i due fratelli diedero atto a una nuova scissione.
Così, alla fine del 1904, la G.G. Ceirano fu chiusa e ognuno aggregò nuovi finanziatori che vennero facilmente reperiti, dato il prestigio che i fratelli Ceirano avevano ormai acquisito. Le strade di Giovanni Battista e Giovanni si separarono; il primo fondò la Società Torinese Automobili Rapid e il secondo fondò la Ceirano Giovanni Junior e C.i.

## Case automobilistiche fondate dai fratelli Ceirano
| Periodo di attività | Nome azienda                                                    | Fondatori | Marchio | Marchio |
| ------------------- | --------------------------------------------------------------- | --- | ------- | ------- |
| 1898 - 1923         | Ceirano & C.                                                    | Giovanni Battista Ceirano, Emanuele di Bricherasio, Attilio Calligaris, Pietro Fenoglio e Cesare Goria Gatti | Ceirano |         |
| 1901-1904           | Fratelli Ceirano & C.                                           | Giovanni Battista Ceirano, Giovanni Ceirano, Matteo Ceirano e Ernesto Ceirano                                | Ceirano |         |
| 1904-1921           | Società Torinese Automobili Rapid                               | Giovanni Battista Ceirano                                                                                    | Rapid   |         |
| 1903 - 1934         | Itala Fabbrica Automobili                                       | Matteo Ceirano                                                                                               | Itala   |         |
| 1905 -1909          | Fabbrica Junior Torinese d'Automobili                           | Giovanni Ceirano                                                                                             | Junior  |         |
| 1906-1926           | Società Piemontese Automobili                                   | Matteo Ceirano, Michele Ansaldi                                                                              | SPA     |         |
| 1906-1932           | Società Ceirano Automobili Torino                               | Giovanni Ceirano                                                                                             | SCAT    |         |
| 1917-1923           | Ceirano Fabbrica Automobili                                     | Giovanni Ceirano e Giovanni "Ernesto" Ceirano                                                                | Ceirano |         |
| 1923                | SCAT-Ceirano                                                    | Giovanni Ceirano                                                                                             | Ceirano |         |
| 1920-1922 1922-1933 | Societa Italiana Ferrotaie Fabbrica Anonima Torinese Automobili | Giovanni Ceirano & Giovanni "Ernesto" Ceirano                                                                | Aurea   |         |